# بیسبال در المپیک تابستانی ۱۹۸۸
بیسبال در بازی‌های المپیک تابستانی ۱۹۸۸ نام رویداد ورزش بیسبال در بازی‌های المپیک تابستانی بود که در سال ۱۹۸۸ برگزار شد.